# Kverrestads landskommun
Kverrestads landskommun var en tidigare kommun i dåvarande Kristianstads län.

## Administrativ historik
Kommunen bildades i Kverrestads socken i Ingelstads härad i Skåne när 1862 års kommunalförordningar trädde i kraft. 
Vid kommunreformen 1952 uppgick kommunen i Smedstorps landskommun som 1969 uppgick i Tomelilla köping som 1971 ombildades till Tomelilla kommun.

## Politik

### Mandatfördelning i Kverrestads landskommun 1942-1946
| 7 | 13 |

| 18 |

| 20 |

| 18 |